# 誘導尋問 (映画)
『誘導尋問』(Indictment: The McMartin Trial)は1995年にアメリカ合衆国で放送された法廷映画。HBOピクチャーズ放送。全米で注目を集めたマクマーティン保育園裁判の映像化である。

## あらすじ
（事件の詳細、詳しいあらすじはマクマーティン保育園裁判を参照）
1984年3月に、レイモンド・バッキー、母親のペギー・バッキー、祖母であり園長であるヴァージニア・マクマーティン、姉のペギー・アン・バッキー、教師のメアリー・アン・ジャクソン、ベティ・レイダー、福祉事業家のバベット・スピットラーが児童虐待に関する208件の訴因で告発された。予審の20ヶ月でその起訴は、悪魔的儀式虐待の理論を提示した。
1986年1月、ヴァージニア・マクマーティン、ペギー・アン・バッキー、メアリー・アン・ジャクソン、ベティ・レイダー、バベット・スピットラーは証拠薄弱のため、告訴を取り下げられた。
1986年12月、最初に告発した母親がアルコール摂取過多で死亡する。
1987年7月、これらの事件は公判にかけられた。それにより、キー・マクファーレンはカリフォルニア州のセラピストの資格を持っていないことが明らかとなった。
そして1990年1月、に3年の証言審理及び9週間の陪審による議論の後に、レイモンド、ペギーの両名はすべての点で無罪とされた。

## キャスト
※括弧内は日本語吹替
- ダニエル・デイヴィス - ジェームズ・ウッズ（江原正士）
- ライエル・ルービン - マーセデス・ルール（藤生聖子）
- キー・マクファーレン - ロリータ・ダヴィドヴィッチ（一柳みる）
- ヴァージニア・マクマーティン - サダ・トンプソン
- レイモンド・バッキー - ヘンリー・トーマス
- ペギー・バッキー - シャーリー・ナイト
- ペギー・アン・バッキー - アリソン・エリオット
- ウェイン・サッツ - マーク・ブラム（有本欽隆）
- クリスティーン・ジョンソン - チェルシー・フィールド（水谷優子）
- グレン・スティーヴンス - ジョー・ユーラ
- アイラ・ライナー - リチャード・ブラッドフォード（宝亀克寿）
- ジュディ・ジョンソン - ロバータ・バッシン（真山亜子）
- パウンダーズ判事 - ジェームズ・クロムウェル

## スタッフ
- 監督 - ミック・ジャクソン
- 製作 - ダイアナ・ポコーニー
- 脚本 - アビー・マン、ミラ・マン
- 撮影 - ロドリゴ・ガルシア
- 音楽 - ピーター・ロジャース・メルニック
- 美術 - ハワード・カミングス
- 編集 - リチャード・A・ハリス
- キャスティング - マリ・フィン
- 衣装 - シェイ・カンリフ
- 化粧 - デボラ＝リー・デイヴィッドソン
- 医学アドバイザー - スタン・J・カッツ医師

## 受賞
- エミー賞「テレビ映画作品賞」 - オリバー・ストーン、ジャネット・ヤン、アビー・マン、ダイアナ・ポコーニー
- エミー賞「（ミニシリーズ、特別番組部門）最優秀編集賞-シングル・カメラ」 - リチャード・A・ハリス
- エミー賞「（ミニシリーズ、特別番組部門）最優秀助演女優賞」 - シャーリー・ナイト
- エディー賞「コマーシャル無しのテレビにおける最優秀映画編集賞」 - リチャード・A・ハリス
- ディレクターズ・ギルド・オブ・アメリカ賞「最優秀特別番組監督賞」 - ミック・ジャクソン、ダイアナ・ポコーニー、アーロン・バースキー、バーバラ・M・レイヴィス
- ゴールデン・グローブ賞「（ミニシリーズ、テレビ映画部門）最優秀作品賞」
- ゴールデン・グローブ賞「（シリーズ、ミニシリーズ、テレビ映画部門）最優秀助演女優賞」 - シャーリー・ナイト